# Ricordea
Ricordea is een geslacht van neteldieren uit de klasse van de Anthozoa (bloemdieren).

## Soorten
- Ricordea florida Duchassaing & Michelotti, 1860
- Ricordea yuma (Carlgren, 1900)